# Der unheimliche Gast (Sage, Egerland)

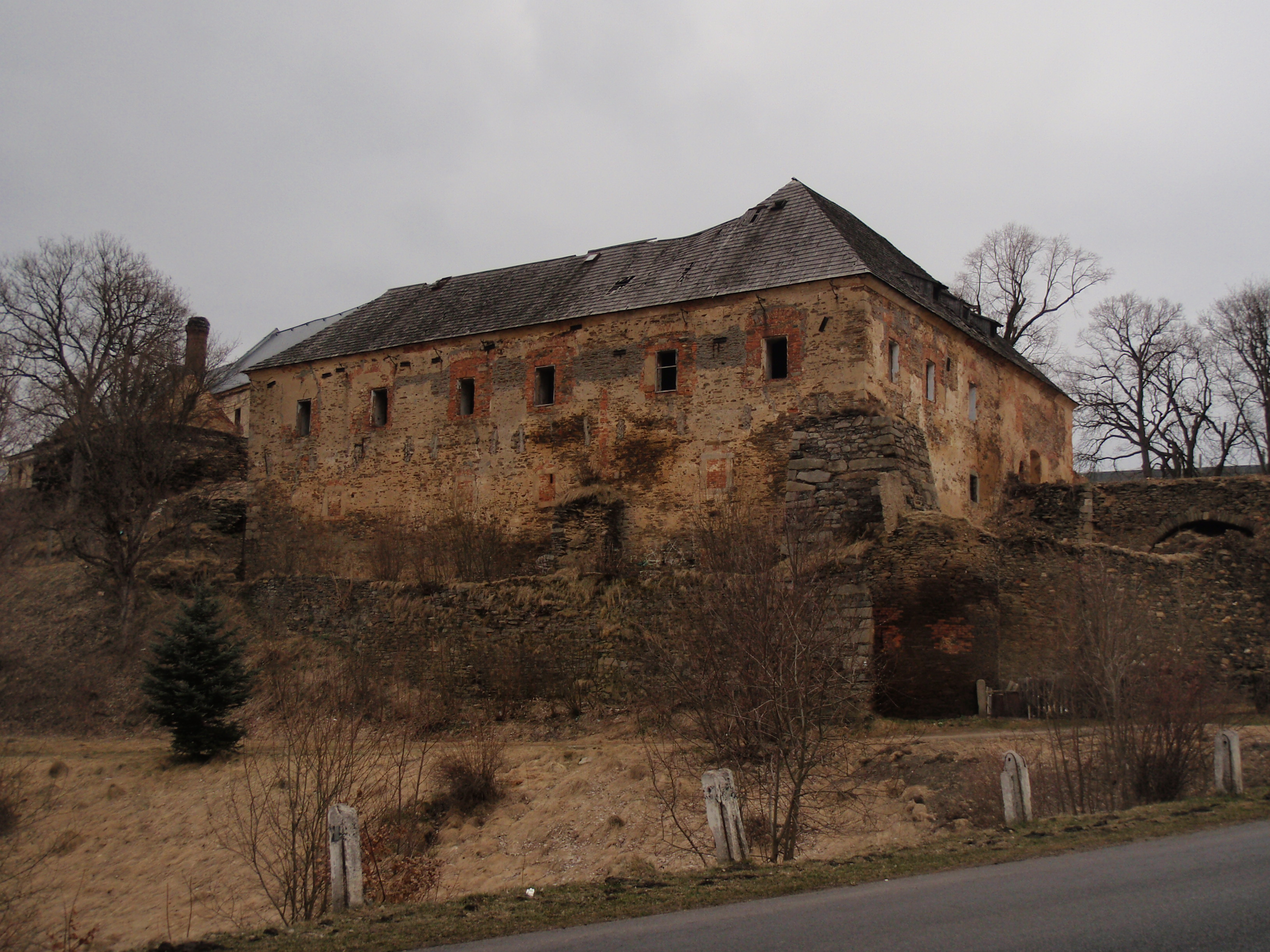
Ruine von Schloss Theusing; Handlungsort der Geschichte.

Der unheimliche Gast ist eine Sage aus dem Egerland im Westen Tschechiens.

## Handlung
Im Schloss von Toužim (Theusing) fand einst ein großes Fest statt. Ein aufdringlicher Mann wollte immer mit derselben Dame tanzen. Diese ärgerte sich darüber derart, dass sie ausrief, sie wolle lieber mit dem Teufel als mit ihm tanzen, woraufhin der Mann beleidigt von dannen zog. Nun bat ein anderer Mann die Dame zum Tanz und tanzte immer toller mit ihr. Als die Uhr Eins schlug, verschwand der Tänzer plötzlich spurlos. Vielen erschrockenen Gästen war nicht entgangen, dass er einen Pferdefuß gehabt hatte und der Schwur der Dame sich erfüllt hatte. Sie hatte tatsächlich mit dem Teufel getanzt.

## Rezeption
Die Sage findet sich in mehreren Werken zur sudetendeutschen / west-tschechischen Sagenwelt. Sie erschien unter anderem in Der Egerländer, einer Zeitschrift von Vertriebenen aus dem Egerland. Thilde Hopper-Hoyer listet sie in ihrer Sagensammlung Egerländer Sagenkranz auf, die sie 1958 veröffentlichte als Erinnerung an ihre verlorene Heimat des Egerlandes, aus der sie nach dem Zweiten Weltkrieg vertrieben worden war.

## Ähnliche Geschichten
Die Erzählung weist thematisch Parallelen zu der Egerland-Sage Der Teufel als Tänzer auf.